# Wronki Wielkie
Wronki Wielkie (deutsch Groß Wronken) ist ein Dorf in der polnischen Woiwodschaft Ermland-Masuren und gehört zur Stadt- und Landgemeinde Gołdap (Goldap) im Powiat Gołdapski.

## Geographische Lage
Wronki Wielkie liegt im Nordosten der Woiwodschaft Ermland-Masuren, sechs Kilometer südwestlich der Kreisstadt Gołdap und am Westhang der Seesker Höhe (polnisch: Wgzórza Szeskie).

## Geschichte
Das um 1578 gegründete und damals Fronken genannte kleine Dorf hieß vor 1785 Groß Wronnen und danach bis 1938 Groß Wronken. 
Im Jahre 1874 kam der Ort zum Amtsbezirk Skötschen (Skocze), der – 1939 in „Amtsbezirk Grönfleet“ umbenannt – bis 1945 bestand und zum Kreis Goldap im Regierungsbezirk Gumbinnen der preußischen Provinz Ostpreußen gehörte.
185 Einwohner zählte Groß Wronken im Jahre 1910, im Jahre 1933 waren es 169 und 1939 noch 161. 
Nachdem Groß Wronken am 3. Juni 1938 in „Winterberg (Ostpr.)“ umbenannt worden war, kam das Dorf in Kriegsfolge 1945 mit dem gesamten südlichen Ostpreußen zu Polen und erhielt die polnische Ortsbezeichnung „Wronki Wielkie“. Heute ist das Dorf eine Ortschaft im Verbund der Stadt- und Landgemeinde Gołdap im Powiat Gołdapski, bis 1998 der Woiwodschaft Suwałki, seither der Woiwodschaft Ermland-Masuren zugehörig.

## Kirche
Die vor 1945 mehrheitlich evangelische Bevölkerung Groß Wronkens bzw. Winterbergs war in das Kirchspiel der Neuen Kirche in Goldap eingepfarrt und Teil des Kirchenkreises Goldap in der Kirchenprovinz Ostpreußen der Kirche der Altpreußischen Union. Die wenigen Katholiken gehörten zur Pfarrei in Goldap im Bistum Ermland.
Seit 1945 lebt eine überwiegend katholische Einwohnerschaft in Wronki Wielkie, deren Pfarrkirche die in Gołdap im Dekanat Gołdap im Bistum Ełk (Lyck) der Katholischen Kirche in Polen ist. Hier lebende evangelische Kirchenglieder sind Teil der Kirchengemeinde in Gołdap, einer Filialgemeinde der Pfarrei Suwałki in der Diözese Masuren der Evangelisch-Augsburgischen Kirche in Polen.

## Verkehr
Wronki Wielkie liegt verkehrsgünstig an der polnischen Woiwodschaftsstraße DW 650 (die einstige deutsche Reichsstraße 136), die die Kreisstädte Gołdap (Goldap) und Węgorzewo (Angerburg) miteinander verbindet. Bis 1945 bestand Eisenbahnanschluss über die Station Jeblonsken (polnisch: Jabłońskie) an der Bahnstrecke Angerburg–Goldap, die 1945 zerstört und danach vollständig demontiert worden ist.